# КК Лијепајас лаувас
КК Лијепајас лаувас (лет. BK Liepājas lauvas) је летонски кошаркашки клуб из Лијепаје. Из спонзорских разлога пун назив клуба тренутно гласи Лијепаја/Триобет (Liepāja/Triobet). У сезони 2014/15. такмичи се у Летонској кошаркашкој лиги и у Балтичкој лиги.

## Историја
Клуб је основан 1991. године. У Летонској кошаркашкој лиги такмичи се од њеног формирања, а најбољи резултат остварио је у сезони 1996/97. освајањем другог места.
Редовни је учесник регионалне Балтичке лиге, али тамо за сада није остварио запаженије резултате. Године 2014. освојио је предсезонско такмичење под називом Куп Балтичке лиге.

## Успеси

### Национални
- Првенство Летоније:
  - Вицепрвак (1): 1997.

### Међународни
- Куп Балтичке лиге:
  - Победник (1): 2014.
  - Финалиста (1): 2012.